# Meisterklasse (Hochschule)
Meisterklassen sind besondere Lehrveranstaltungen an Kunsthochschulen von renommierten Künstler-Professoren, die ausgewählte Kunststudenten (Meisterschüler) unterrichten, welche ein reguläres Studium (mit Akademiebrief, Diplom oder Bachelor-/Magisterabschluss) abgeschlossen haben. Ein Meisterschülerstudium können an deutschen Kunst- oder Musikhochschulen diejenigen Studenten beginnen, die das reguläre Studium mit überdurchschnittlichen Leistungen absolviert haben. Über die Zulassung entscheidet eine Kommission. Bis der Meisterschülertitel bzw. Meisterschülerbrief verliehen wird, müssen in der Regel noch ein oder zwei weitere Studienjahre an der Kunsthochschule verbracht werden.
Die ersten Meisterklassen wurden in den 1820er Jahren durch Wilhelm von Schadow (1788–1862) an der Kunstakademie Düsseldorf eingerichtet. In seinen 1828 gedruckten Gedanken über eine folgerichtige Ausbildung des Malers legte Schadow die entsprechenden Prinzipien seiner Kunstauffassung und Didaktik öffentlich dar. 1831 verfasste Schadow das Reglement für die Königliche Kunst-Academie zu Düsseldorf, dessen methodischer Stufenplan eine Vorschule in einer Grund- oder Elementarklasse vorsah, nachfolgend eine mehrgliedrige Vorbereitungsklasse. Sodann wurde ein Schüler in einer Meisterklasse bei einem Akademieprofessor als Meister ausgebildet, bis er als letzte Stufe des Curriculums in ein selbständiges eigenes Atelier an der Akademie entlassen wurde, wo sein Schaffen weiterhin der alltäglichen kollegialen Kritik ausgesetzt war.
Im Bereich der Architektur greift die Universität für angewandte Kunst Wien auf ein Meisterklassenprinzip zurück, obwohl dieses Ausbildungsprinzip in Österreich offiziell bereits durch die Universitätsreform 2002 abgeschafft wurde. Drei Architekten leiten aktuell die drei verschiedenen Studios und lehren die Studenten den Umgang mit neuer Architektur, besonders im Präsentationsbereich. Greg Lynn, Kazuyo Sejima (seit dem Wintersemester 2015 in Nachfolge von Zaha Hadid) und Hani Rashid leiten die Studios. Klaus Bollinger ist Leiter des Instituts für Architektur.